# Chinatown (Boston)
Der Stadtteil (eng. Neighborhood) Chinatown (chinesisch 波士頓唐人街 / 波士顿唐人街, alternativ 波士頓華埠 / 波士顿华埠) befindet sich im Stadtzentrum von Boston im Bundesstaat Massachusetts der Vereinigten Staaten und ist das einzige historische chinesische Gebiet in Neuengland.

## Geografie
Das charakteristische Eingangstor nach Chinatown (ein Pailou mit einem Wächterlöwen auf jeder Seite) befindet sich an der Kreuzung von Beach Street und Surface Road. Im Zuge des Big-Dig-Projekts wurde an dieser Stelle ein Park angelegt. Das Tor ist vom Busbahnhof an der Boston South Station gut sichtbar und eine beliebte Attraktion bei Touristen.

### Ausdehnung des Stadtgebiets
Der Stadtteil ist entlang der Beach Street angeordnet und wird durch den Boston Common, die Stadtteile Downtown Crossing und South End sowie durch die Interstate 93 begrenzt.

### Stadtgliederung
In jüngerer Vergangenheit hat sich etwa 10 mi (16,09 km) südlich des Stadtteils eine Satellitenstadt gleichen Namens an der Hancock Street im benachbarten Quincy etabliert. Das neue Viertel wird vor allem von Hokkien sprechenden chinesischen Immigranten aus der Provinz Fujian sowie von im Exil lebenden Vietnamesen bewohnt. Es gibt bereits einige große Asia-Märkte und andere Geschäfte, die im Wettbewerb mit dem ursprünglichen Chinatown stehen. Daher haben viele Geschäfte aus Chinatown Zweigstellen in Quincy eröffnet.

## Geschichte

### Einwohnerentwicklung
Ein Teil von Chinatown befindet sich auf Land, das im Zuge von Landaufschüttung gewonnen und zunächst durch weiße angelsächsische Protestanten besiedelt wurde. Nachdem die Grundstücke in dieser Gegend durch die fortschreitende Eisenbahnentwicklung zunehmend an Wert verloren, zogen Einwanderer bestehend aus Iren, Juden, Italienern, Syrern und Chinesen in das Viertel. Dabei zogen sie ihren Vorteil aus den gefallenen Häuserpreisen und guten Arbeitsmöglichkeiten im Stadtteil. Während des späten 19. Jahrhunderts zogen auch Textilfabriken in das Viertel und bildeten so den heute historischen Garment District, der bis in die 1990er Jahre noch in Betrieb war.
Im Jahr 2000 wohnten 6.015 Personen im Stadtteil, der mit einer Bevölkerungsdichte von 28.136 Personen pro Quadratmeile mehr als doppelt so dicht besiedelt ist wie Boston selbst. 69 % der Einwohner sind Asiaten, gefolgt von Weißen (17 %), Schwarzen (7 %) und Hispanics (5 %). Das mittlere Haushaltseinkommen betrug 14.829 US-Dollar, der Altersdurchschnitt 35,1 Jahre. 60 % der Einwohner haben keinen Highschool-Abschluss.

## Kultur und Sehenswürdigkeiten

### Bauwerke
Das Hayden Building ist ein historisches Gebäude an der Adresse 681-683 Washington Street und wurde 1875 von Henry Hobson Richardson entworfen. Im Jahr 1980 wurde es dem National Register of Historic Places hinzugefügt.

### Kulinarische Spezialitäten
Chinatown ist nach wie vor das Zentrum des Asiatisch-Amerikanischen Lebens in Neuengland und beheimatet viele chinesische und vietnamesische Restaurants und Märkte.

## Wirtschaft und Infrastruktur

### Verkehr
In Chinatown gibt es mehrere lokale und regionale Verkehrsverbindungen. Der Stadtteil wird von der Red Line und Silver Line der MBTA angefahren, ebenso können Pendlerzüge an der Boston South Station sowie die Orange Line an der Station Chinatown genutzt werden. Die Interstate 93 und der Massachusetts Turnpike befinden sich ebenfalls in unmittelbarer Nähe. Die beiden Buslinien Fung Wah und Lucky Star/Travelpack bieten stündliche Verbindungen nach Chinatown in New York City.

### Medien
Das The World Journal - Boston Edition ist die größte und am meisten gelesene Tageszeitung im Stadtteil. Die gemeinnützige Zeitung Sampan erscheint zweimal pro Monat in englischer Sprache.

### Öffentliche Einrichtungen
Das Tufts Medical Center belegt einen großen Teil der Fläche des Stadtteils. Es verfügt über ein Krankenhaus sowie verschiedene Bildungseinrichtungen im Gesundheitswesen der Tufts University, darunter die Tufts University School of Medicine, die Sackler School of Graduate Biomedical Sciences, die Gerald J. and Dorothy R. Friedman School of Nutrition Science and Policy und die Tufts University School of Dental Medicine.
Das 1972 zur besseren Versorgung von Asiatischen Amerikanern gegründete South Cove Community Health Center unterhält die Chinatown Clinic an der Washington Avenue.

## Bildergalerie
Eindrücke vom Chinesischen Neujahrsfest im Stadtteil aus dem Jahr 2009:

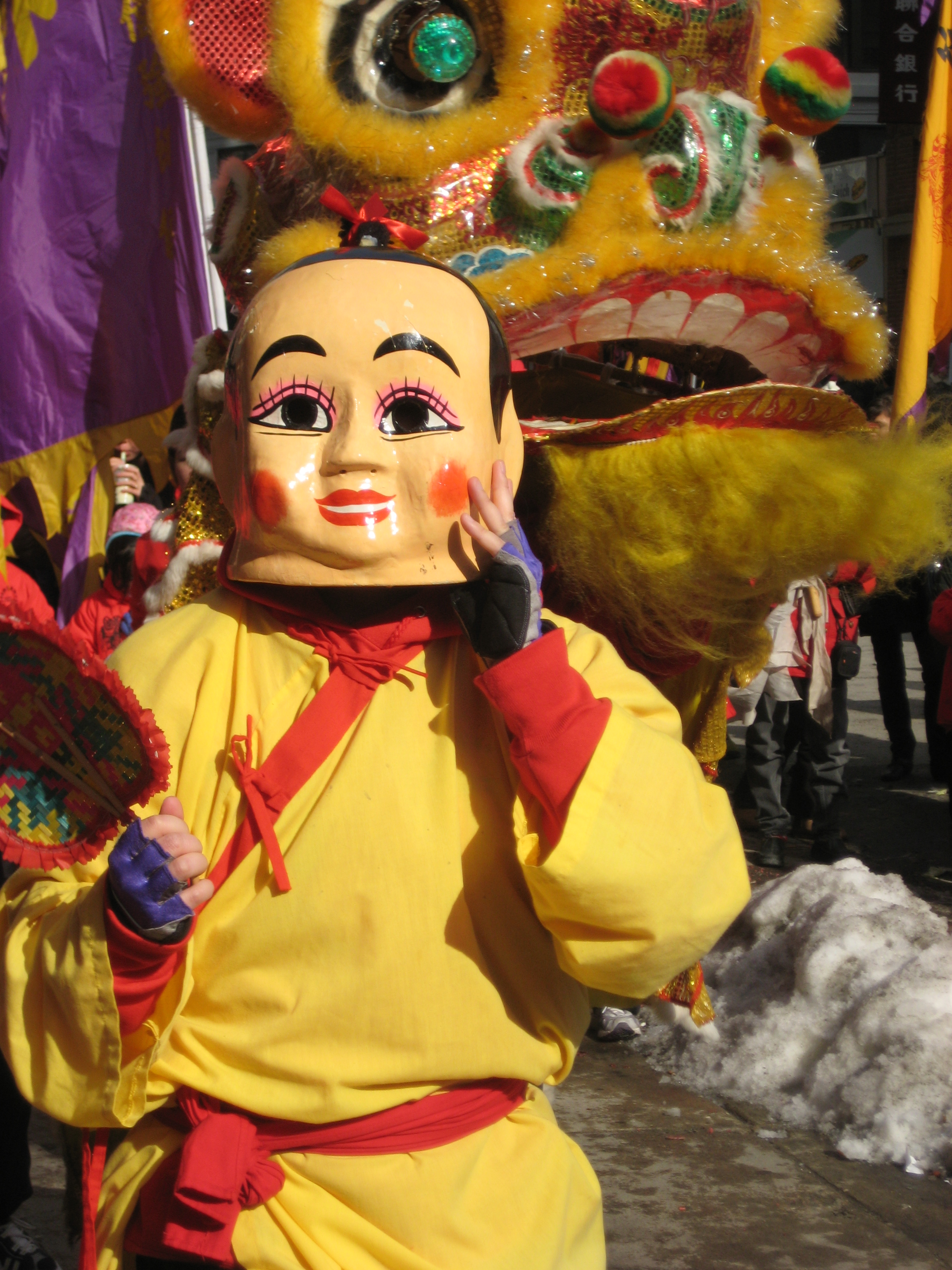
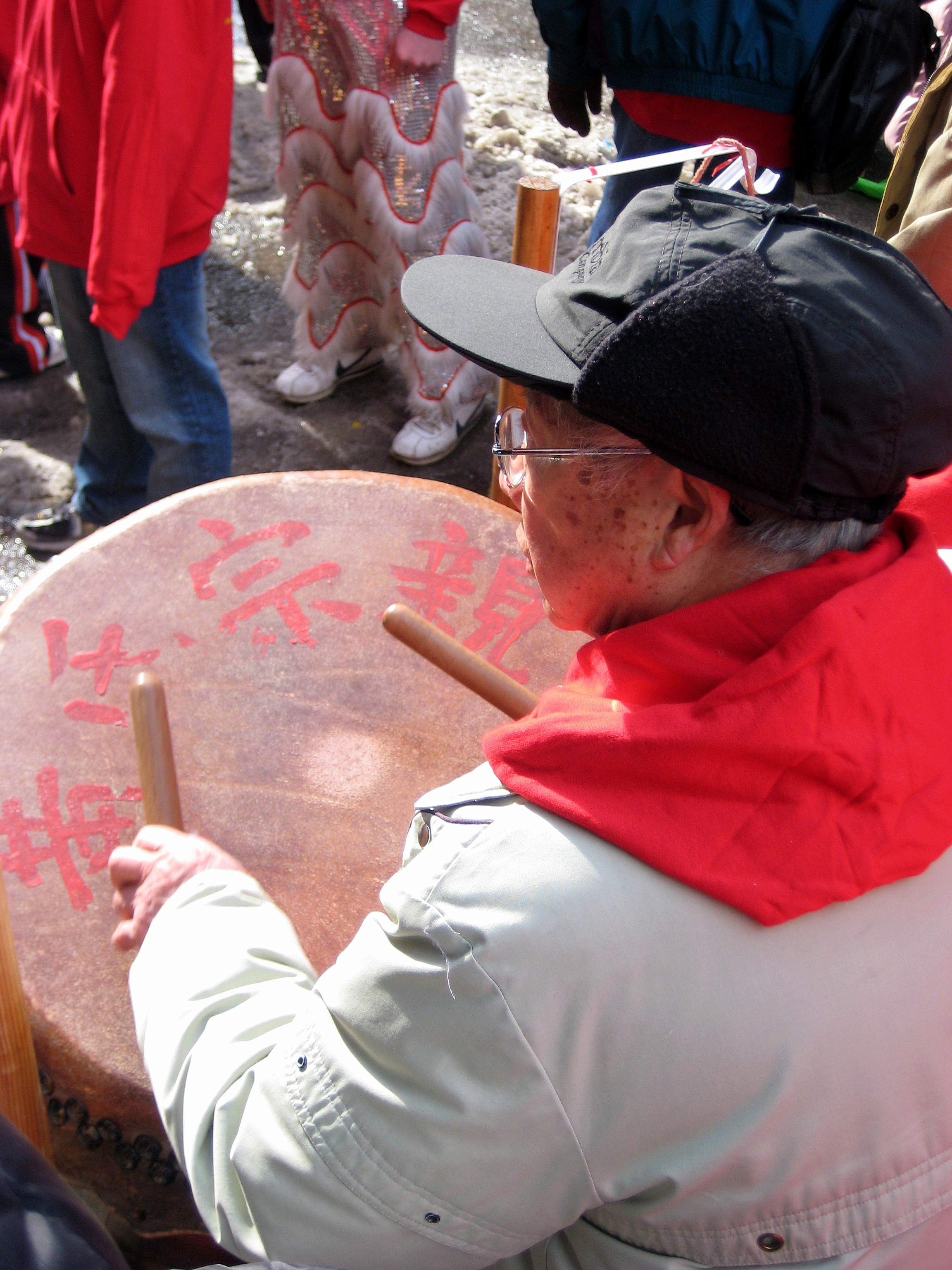
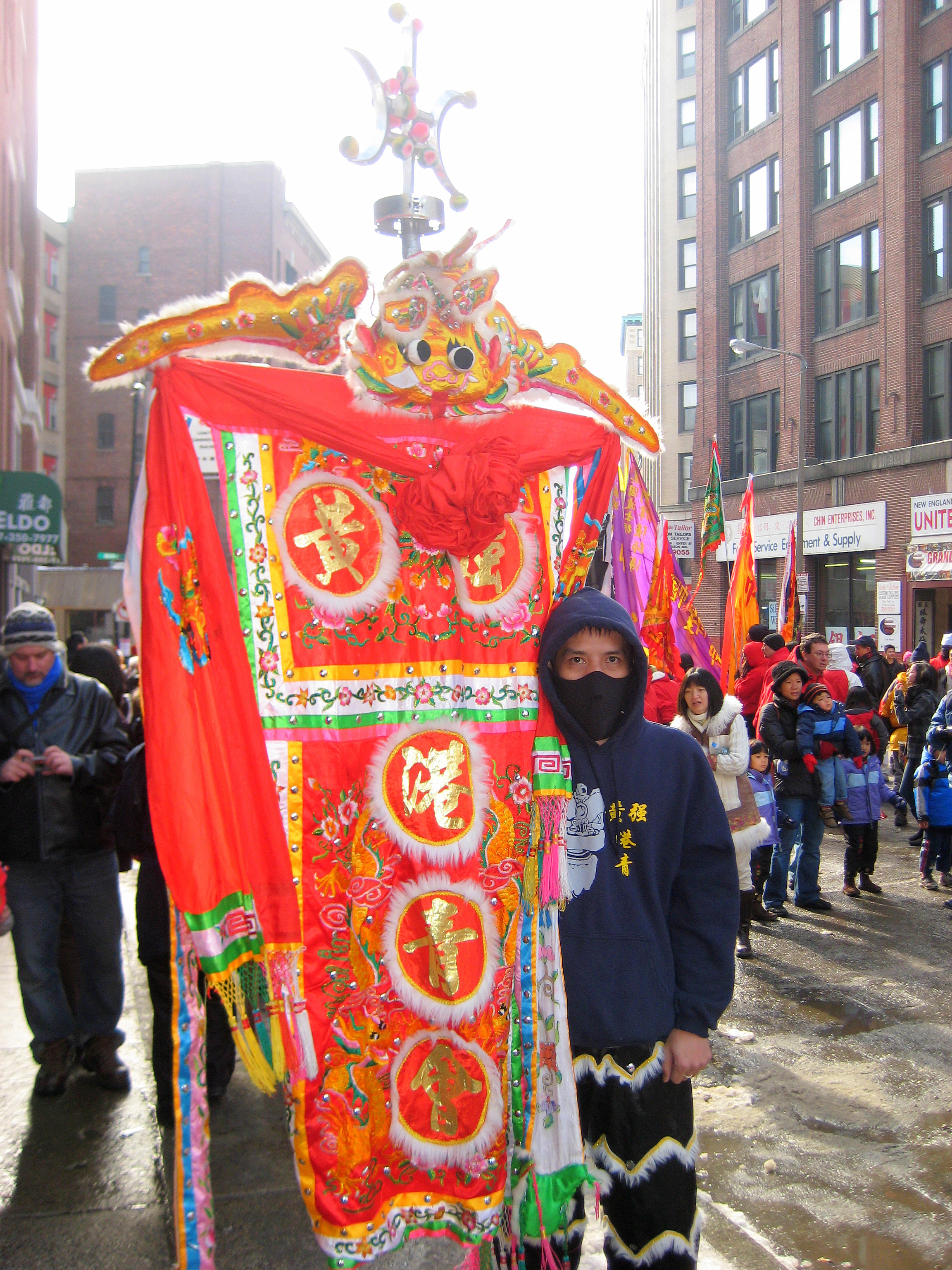
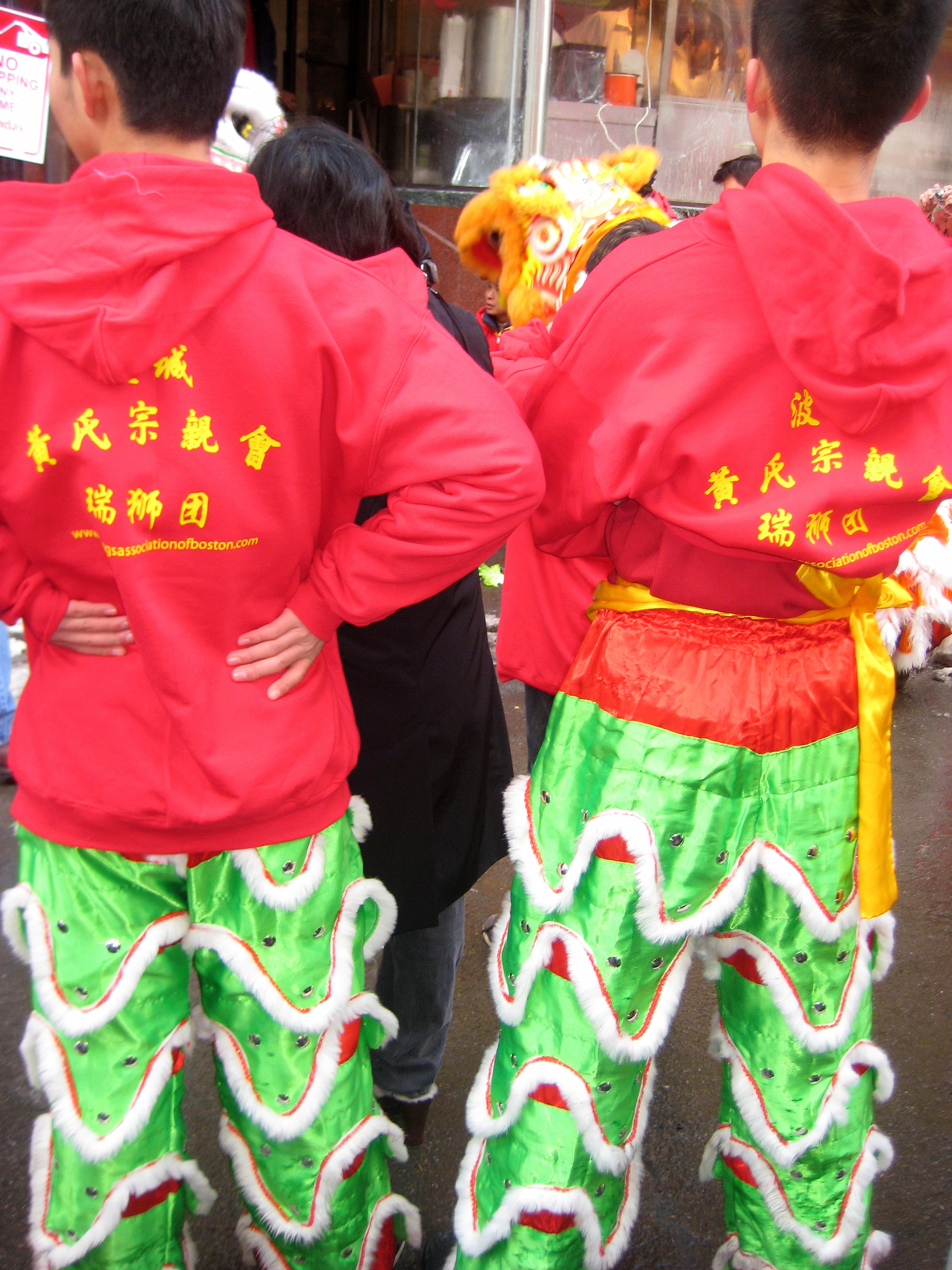
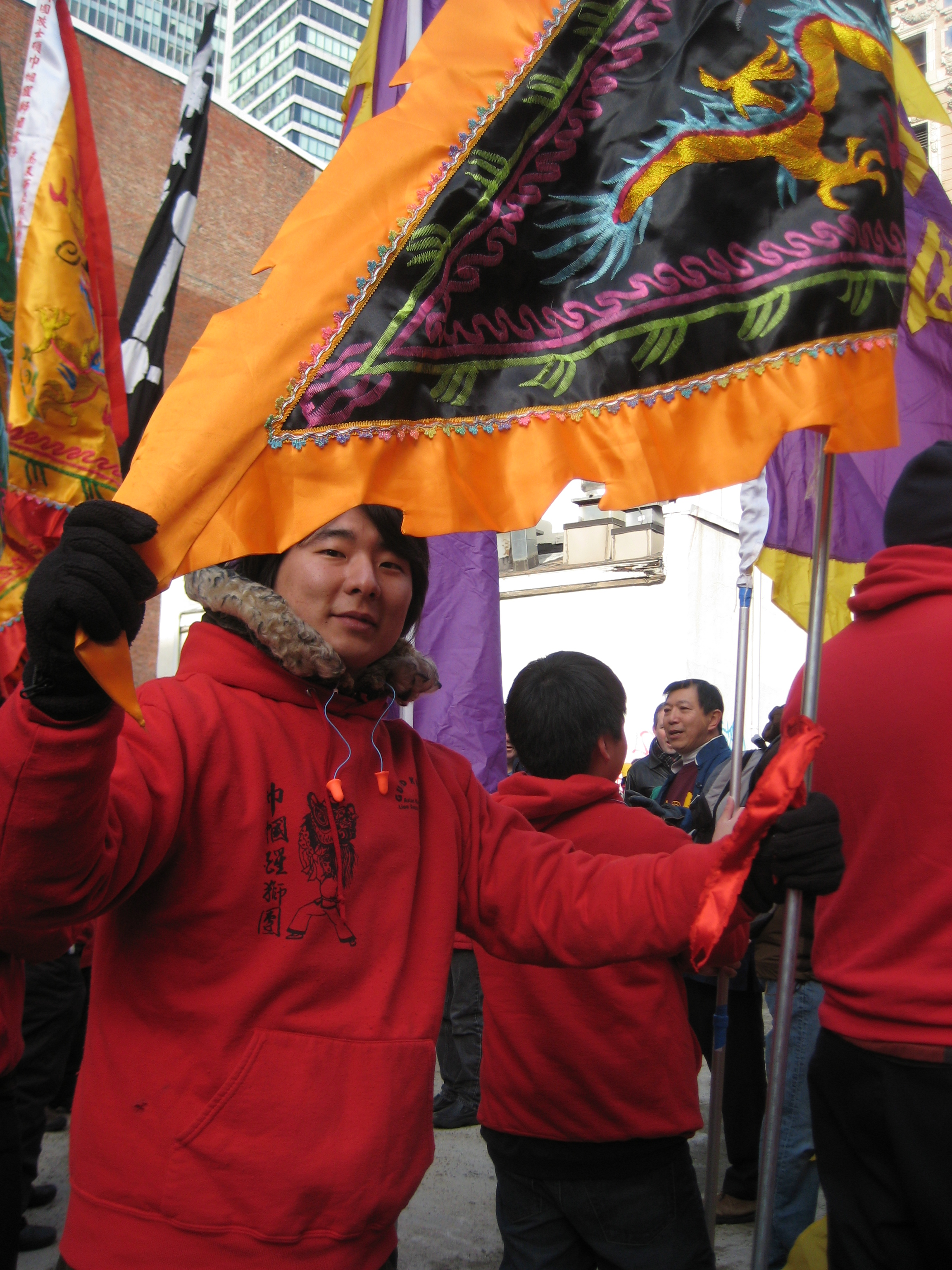
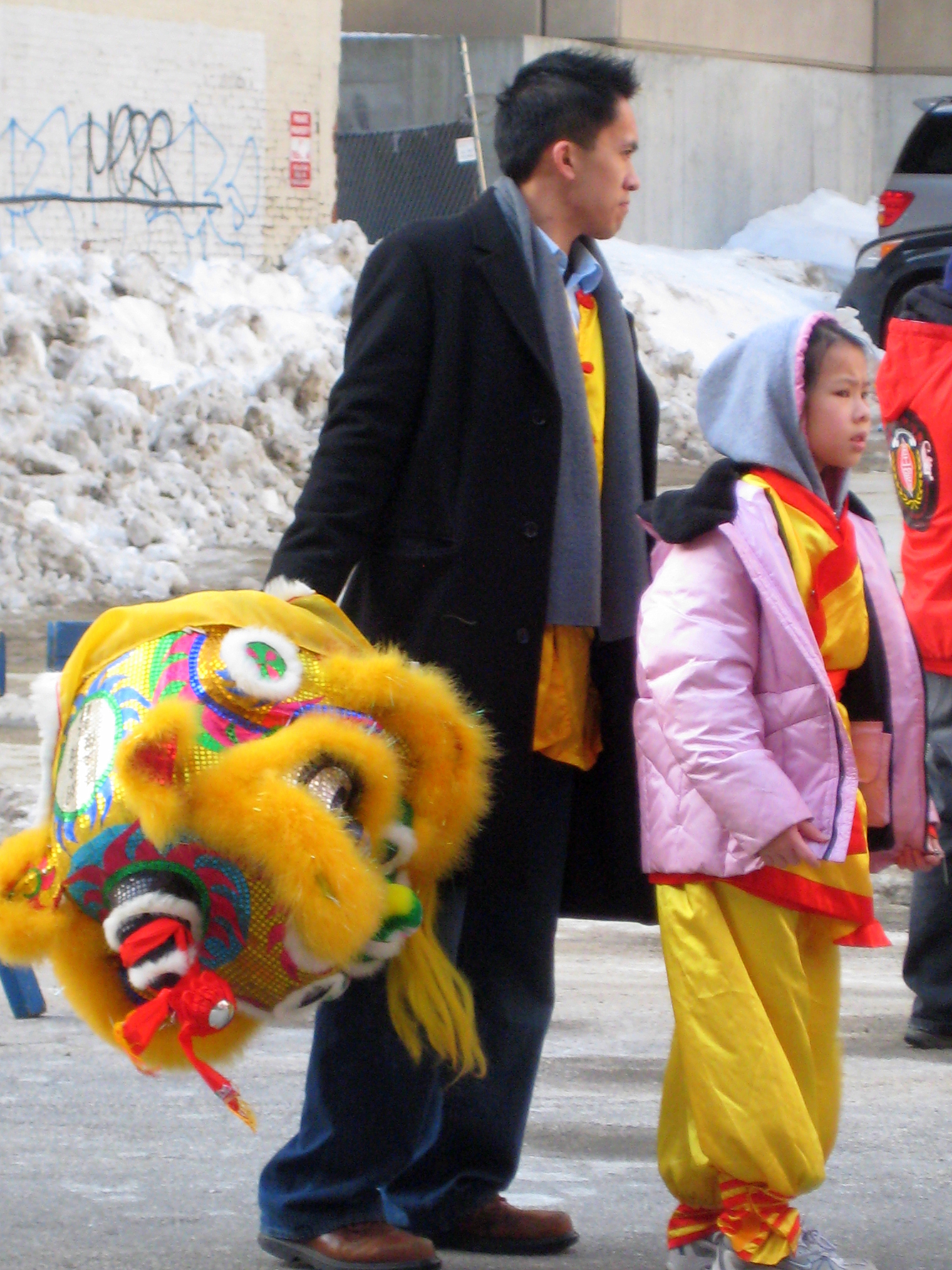